# Siphonogorgia gracilis
Siphonogorgia gracilis is een zachte koraalsoort uit de familie Nidaliidae. De koraalsoort komt uit het geslacht Siphonogorgia. Siphonogorgia gracilis werd in 1908 voor het eerst wetenschappelijk beschreven door Harrison. 